# Kileskus aristotocus
Il kilesko (Kileskus aristotocus) è un dinosauro carnivoro appartenente ai tirannosauroidi. Visse nel Giurassico medio (Bathoniano, circa 167 milioni di anni fa). I suoi resti sono stati ritrovati in Russia. È considerato uno dei più antichi celurosauri.

## Descrizione
Questo dinosauro è conosciuto per pochi resti fossili, ritrovati nella regione di Krasnoyarsk Krai in Siberia. I resti comprendono una mascella, una premascella, un frammento della mandibola e alcune ossa di una mano e di un piede. Le ossa del cranio sono molto simili a quelle di Proceratosaurus e di Guanlong, altri due teropodi vissuti più o meno nello stesso periodo, ritrovati rispettivamente in Inghilterra e in Cina. Dal raffronto con le forme più note, è stato ipotizzato che Kileskus fosse uno snello bipede dalle lunghe zampe posteriori, con arti anteriori relativamente allungati e dotati di tre artigli ricurvi e dal cranio piuttosto lungo e forse dotato di una cresta ossea. L'intero animale, in vita, doveva essere lungo circa 3 metri.

## Classificazione
Kileskus è stato descritto per la prima volta nel 2010, grazie a uno studio in cui è stata riconosciuta per la prima volta la famiglia dei proceratosauridi (Proceratosauridae), che include un gruppo di dinosauri carnivori dotati di cresta vissuti principalmente nel Giurassico. Questi dinosauri sembrerebbero essere stati tra i celurosauri più antichi, e i più antichi e primitivi rappresentanti dei tirannosauroidi, una linea evolutiva che nel corso del Cretaceo darà poi origine ai grandi tirannosauri. Kileskus, in particolare, sembra essere stato notevolmente affine a Proceratosaurus dell'Inghilterra a causa di alcune caratteristiche del muso, e potrebbe essere stato il più basale tra i proceratosauridi, oltre che uno dei più antichi tirannosauroidi.